# La Bohalle
La Bohalle è un ex comune francese di 1 251 abitanti situato nel dipartimento del Maine e Loira nella regione dei Paesi della Loira, che dal  1º gennaio è stato incorporato nel comune di nuova costituzione di Loire-Authion insieme ai comuni di Andard, Bauné, Brain-sur-l'Authion, Corné, La Daguenière e Saint-Mathurin-sur-Loire.

## Società

### Evoluzione demografica
Abitanti censiti